# Biproctis
Biproctis is een geslacht van rechtvleugeligen uit de familie sabelsprinkhanen (Tettigoniidae). De wetenschappelijke naam van dit geslacht is voor het eerst geldig gepubliceerd in 1992 door Jin.

## Soorten
Het geslacht Biproctis  is monotypisch en omvat slechts de volgende soort:
- Biproctis anatomensis (Jin, 1992)